# 청양 영모재
청양 영모재(靑陽 永慕齋)는 대한민국 충청남도 청양군에 있는, 현종 9년(1668)에 함평 이씨 문중회의를 통해 지어진 청양 함평 이씨 재사이다. 1998년 12월 29일 충청남도의 유형문화재 제154호로 지정되었다.

## 참고 자료
- 청양영모재 - 국가유산청 국가유산포털